# A.S. Pro Gorizia
Associazione Sportiva Pro Gorizia là một câu lạc bộ bóng đá Ý đến từ Gorizia, Friuli-Venezia Giulia. Đội bóng hiện tại thi đấu ở Promozione. Màu sắc của đội là xanh và trắng.
Câu lạc bộ được thành lập vào năm 1919 và trải qua 2 mùa giải ở Serie B.